# X-Rated Critics Organization

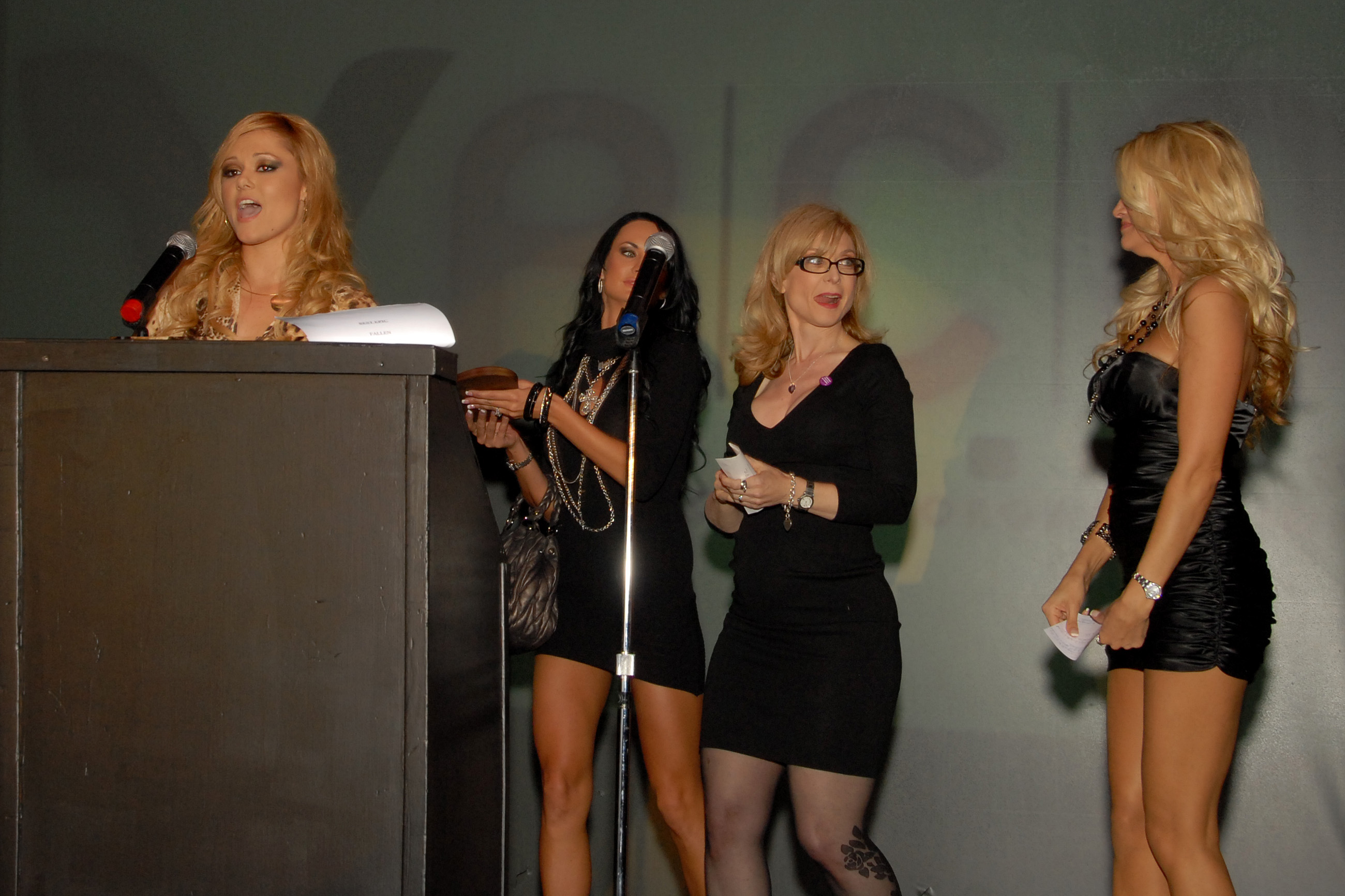
Las presentadoras del 25º Aniversario de los premios XRCO en Hollywood, California el 17 de abril de 2009. De izquierda a derecha: Angelina Armani, Alektra Blue, Nina Hartley y Jessica Drake.

X-Rated Critics Organization (XRCO) es un grupo de escritores y editores de la industria del sexo que cada año otorga los premios al reconocimiento del progreso dentro de la industria.
La organización fue fundada en 1984, compuesta de escritores de Los Ángeles, Nueva York y Filadelfia. Jim Holliday, productor ganador del Premio AVN e historiador, fue el fundador de la X-Rated Critics Organization.
La primera edición de los Premios XRCO fue en Hollywood el 14 de febrero de 1985. Hasta 1991, los premios se presentaron el Día de San Valentín cada año.
Sus miembros incluyen escritores de una amplia gama de publicaciones para adultos y webs de Internet. Muchos miembros trabajan a tiempo completo a esta ocupación, y algunos incluso tienen títulos universitarios con especialidad en la crítica cinematográfica. Lista actual de Miembros de la XRCO. Actualmente hay 27 categorías a premiar, incluido el XRCO Hall of Fame, que honra los logros de los artistas intérpretes, directores y películas.
Jared Rutter, primer Presidente de la XRCO, dimitió en 2004 y ahora es "Presidente Honorífico". Los actuales copresidentes son "Dirty Bob" Krotts Dick y Freeman.

## XRCO Hall of Fame

### Miembros destacados del XRCO
Los miembros clave de la X-Rated Critics Organization incluyen periodistas especializados en el género, como: Darklady, Gram Ponate y Dan Miller, editor de AVN.